# Liste des puits de mine situés à Valenciennes
Cet article liste les puits de mine situés à Valenciennes, une commune du Nord, dans le bassin minier du Nord-Pas-de-Calais, en France.

## Description

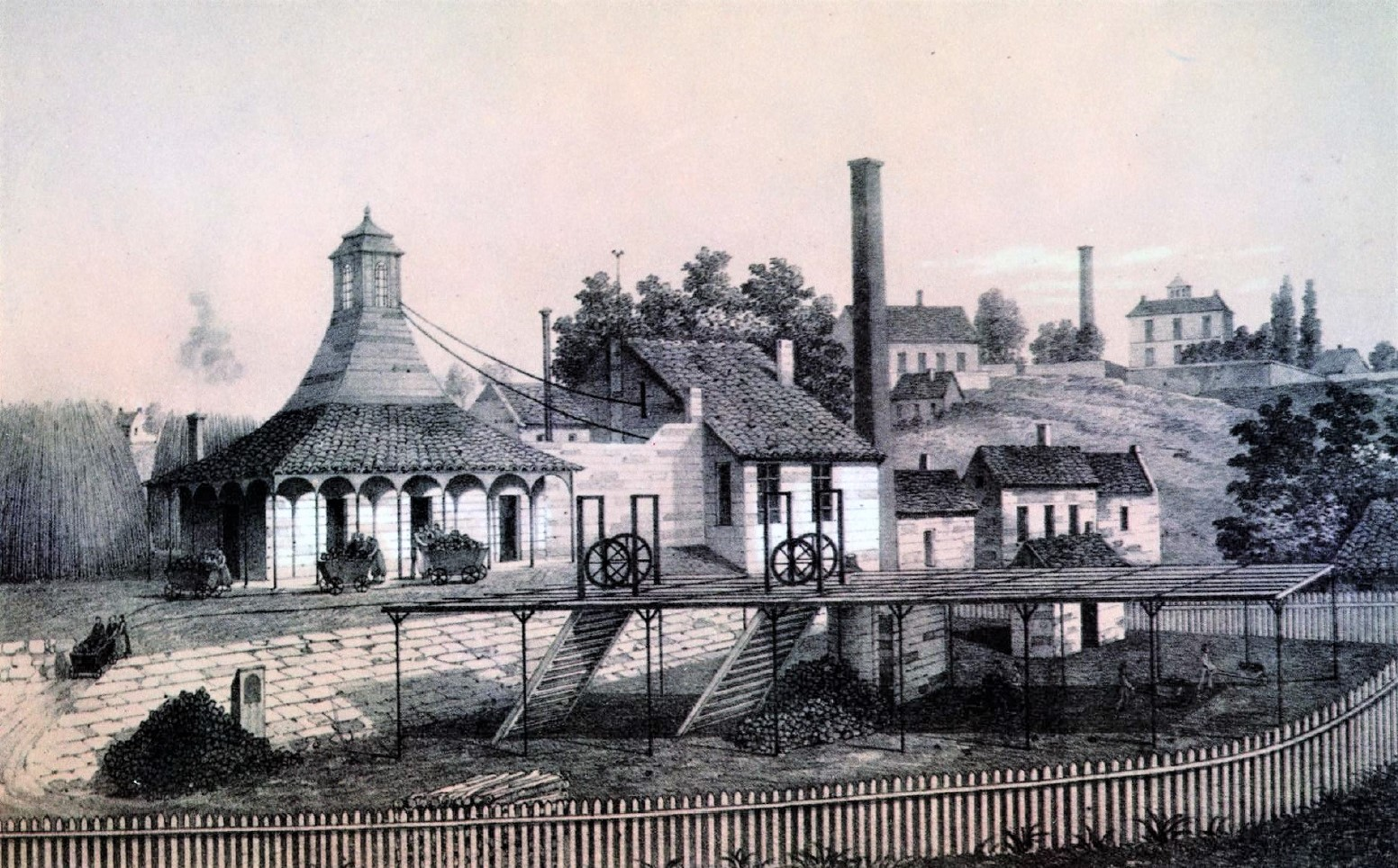
La fosse du Chaufour, restée connue pour sa catastrophe.

Les premières recherches de houille débutent à Valenciennes onze ans après la découverte à la fosse Jeanne Colard de Fresnes-sur-Escaut par la Société Desaubois. Celle-ci est liquidée et reformée sous le nom de Société Desandrouin-Taffin par Jean-Jacques Desandrouin et Pierre Taffin. La fosse de la Citadelle est commencée en 1731 au sud-ouest des fortifications et abandonnée deux ans plus tard. Elle permet la découverte de trois veinules de charbon. La société reporte ses recherches à Anzin à la fosse du Pavé, entreprise un peu plus au sud des avaleresses de la Croix.

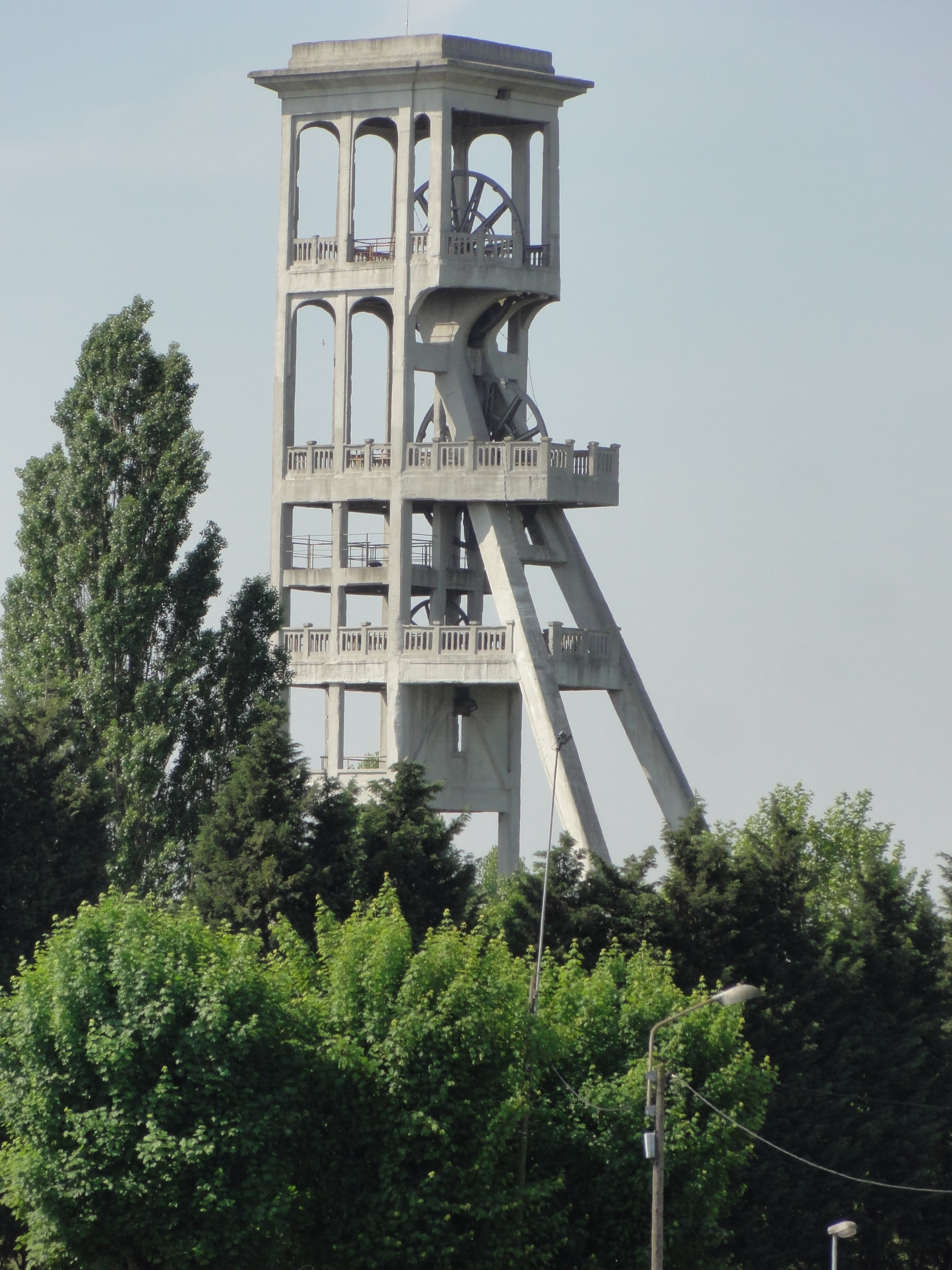
La fosse Dutemple, 185 ans, record de longévité dans le bassin minier, et symbole du passé minier de Valenciennes.

La fosse de la Riviérette est ouverte en 1737 au hameau de l'Écorchoir sur le territoire d'Anzin, mais cette section de la commune est cédée à Valenciennes en 1834, si bien que cette fosse Anzinoise est passée bien après sa fermeture sur le finage valenciennois. La situation est similaire pour la fosse du Poirier et proche pour les fosses du Chaufour et du Beaujardin. Le début des années 1750 est marqué par la venue d'Augustin-Marie Le Danois, marquis de Cernay, seigneur de Raismes, qui vient fonder la Société de Cernay et établir la fosse de Raismes à Anzin et la fosse Tinchon à Valenciennes dans la concession accordée à Jean-Jacques Desandrouin pour la Société Desandrouin-Taffin. Cette dernière ouvre la fosse du Mitant et la fosse de la Petite machine à feu durant cette période. Tous les moyens possibles et imaginables, ainsi que les voies judiciaires, sont utilisés entre les rivaux pour se quereller. Finalement, ces conflits sont résolus le 19 novembre 1757 par la fondation de la Compagnie des mines d'Anzin, par la fusion de la Société de Cernay, la Société Desandrouin-Taffin et la Société Desandrouin-Cordier.
Le début des années 1760 voit l'ouverture des fosses du Pied, du Mouton Noir, du Chaufour, du Beaujardin, de Dutemple, de Lomprez, de la Grosse Fosse et de Saint-Christophe sur une période de seulement six ans, tandis que de 1771 à 1773 sont commencées les fosses du Mambour, Henri et du Poirier. La fosse Tinchon est dotée d'un second puits. La Compagnie des mines de Marly ouvre le puits de recherche de la fosse du Postillon au sud de la commune en 1778, et la même année l'avaleresse Saint-Roch, qu'elle doit abandonnée car située trop près des fortifications, et située au XXIe siècle au milieu du cimetière Saint-Roch. La Compagnie des mines d'Anzin commence en 1782 la fosse du Marais près du canal de l'Escaut, alors que les fosses du Mitant, Saint-Christophe et Henri étaient définitivement abandonnées l'année précédente.
Durant les premières années du XIXe siècle, un second puits est ajouté à la fosse Lomprez, et les fosses Saint-Joseph, de l'Écluse et Saint-Charles sont commencées. L'avaleresse du Moulinet commencée en 1812 au nord de la ville est abandonnée deux ans plus tard. Les deux dernières fosses ouvertes à Valenciennes le sont en 1824 dans sa partie occidentale, un peu plus au sud de la fosse Dutemple, il s'agit des fosses Réussite et de la Régie,.
La fosse Tinchon est définitivement abandonnée en 1908, le puits Sud l'avait déjà été vingt ans plus tôt, et avant la Première Guerre mondiale, il ne subsiste plus que deux fosses dans la commune. L'extraction cesse à Valenciennes le 18 mai 1940 à la fosse Dutemple et son puits, conservé pour l'aérage, est comblé la même année que celui de la fosse Réussite, en 1949.

## Liste des puits
Trente-cinq puits ont été ouverts sur le territoire de Valenciennes.
| Nom de l'ouvrage                 | Compagnie propriétaire             | Début de fonçage | Fin d'exploitation ou fermeture | Diamètre (en mètres) | Profondeur (en mètres)  | Géolocalisation             | Illustration |
| -------------------------------- | ---------------------------------- | ---------------- | ------------------------------- | -------------------- | ----------------------- | --------------------------- | ------------ |
| Puits de la Citadelle            | Sté Desandrouin-Taffin             | 1731             | 1733                            | 2,6                  | ?                       | 50° 21′ 12″ N, 3° 30′ 07″ E |              |
| Puits de la Riviérette no 1      | Sté Desandrouin-Taffin Cie d'Anzin | 1737             | 1782                            | 2,5                  | 74                      | 50° 22′ 16″ N, 3° 31′ 05″ E |              |
| Puits de la Riviérette no 2      | Sté Desandrouin-Taffin Cie d'Anzin | 1737             | 1788                            | 2,5                  | 74                      | 50° 22′ 16″ N, 3° 31′ 05″ E |              |
| Puits du Bois                    | Sté Desandrouin-Taffin Cie d'Anzin | 1752             | 1792                            | 2,5                  | 110                     | 50° 21′ 59″ N, 3° 29′ 27″ E |              |
| Puits du Mitant                  | Sté Desandrouin-Taffin Cie d'Anzin | 1755             | 1781                            | 2,6                  | 155                     | 50° 21′ 49″ N, 3° 30′ 05″ E |              |
| Puits de la Petite machine à feu | Sté Desandrouin-Taffin Cie d'Anzin | 1755             | 1805                            | 2,6                  | 95                      | 50° 21′ 49″ N, 3° 29′ 34″ E |              |
| Puits Tinchon Sud                | Sté de Cernay Cie d'Anzin          | 1755             | 1888                            | 2,6                  | 398 (supérieur ou égal) | 50° 21′ 41″ N, 3° 29′ 32″ E |              |
| Puits du Pied                    | Cie d'Anzin                        | 1761             | 1793                            | 2,6                  | 235                     | 50° 21′ 45″ N, 3° 30′ 06″ E |              |
| Puits du Mouton Noir Midi        | Cie d'Anzin                        | 1761             | 1807                            | 2,6                  | 283                     | 50° 21′ 52″ N, 3° 30′ 48″ E |              |
| Puits du Mouton Noir Nord        | Cie d'Anzin                        | 1761             | 1794                            | 2,6                  | 283                     | 50° 21′ 52″ N, 3° 30′ 48″ E |              |
| Puits du Chaufour                | Cie d'Anzin                        | 1762             | 1884                            | 2,5                  | 630                     | 50° 21′ 59″ N, 3° 30′ 52″ E |              |
| Puits du Beaujardin Extraction   | Cie d'Anzin                        | 1763             | 1839                            | 2                    | 401                     | 50° 22′ 08″ N, 3° 31′ 01″ E |              |
| Puits du Beaujardin Épuisement   | Cie d'Anzin                        | 1763             | 1839                            | 1,7                  | 401                     | 50° 22′ 06″ N, 3° 30′ 59″ E |              |
| Puits Dutemple no 1              | Cie d'Anzin                        | 1764             | 1911                            | 2,6                  | 314                     | 50° 21′ 42″ N, 3° 28′ 49″ E |              |
| Puits Dutemple no 2              | Cie d'Anzin                        | 1764             | 1949                            | 4,3                  | 931                     | 50° 21′ 41″ N, 3° 28′ 49″ E |              |
| Puits Lomprez no 1 Épuisement    | Cie d'Anzin                        | 1764             | 1854                            | 2,2                  | 213                     | 50° 21′ 16″ N, 3° 29′ 21″ E |              |
| Puits Grosse Fosse               | Cie d'Anzin                        | 1765             | 1884                            | 4                    | 464                     | 50° 21′ 55″ N, 3° 29′ 36″ E |              |
| Puits Saint-Christophe           | Cie d'Anzin                        | 1767             | 1781                            | 2,6                  | 184                     | 50° 21′ 30″ N, 3° 30′ 03″ E |              |
| Puits du Mambour                 | Cie d'Anzin                        | 1771             | 1800                            | 2,6                  | 186                     | 50° 21′ 47″ N, 3° 29′ 34″ E |              |
| Puits Tinchon Nord               | Cie d'Anzin                        | 1772             | 1908                            | 2,6                  | 532                     | 50° 21′ 42″ N, 3° 29′ 31″ E |              |
| Puits Henri no 1                 | Cie d'Anzin                        | 1773             | 1781                            | 2,6                  | 240                     | 50° 21′ 25″ N, 3° 29′ 37″ E |              |
| Puits Henri no 2                 | Cie d'Anzin                        | 1773             | 1781                            | 2,6                  | 240                     | 50° 21′ 24″ N, 3° 29′ 37″ E |              |
| Puits du Poirier                 | Cie d'Anzin                        | 1773             | 1823                            | 2,5                  | 401                     | 50° 22′ 04″ N, 3° 30′ 59″ E |              |
| Puits Saint-Pierre               | Cie d'Anzin                        | 1777             | 1793                            | 2,4                  | 396                     | 50° 21′ 36″ N, 3° 29′ 36″ E |              |
| Puits du Postillon               | Cie de Marly                       | 1778             | 1779                            | 2,5                  | 74                      | 50° 20′ 40″ N, 3° 30′ 36″ E |              |
| Avaleresse Saint-Roch            | Cie de Marly                       | 1778             | 1778                            | 1                    | ?                       | 50° 22′ 03″ N, 3° 32′ 15″ E |              |
| Puits du Marais                  | Cie d'Anzin                        | 1782             | 1834                            | 2,5                  | 238                     | 50° 22′ 15″ N, 3° 31′ 40″ E |              |
| Puits Lomprez no 2 Extraction    | Cie d'Anzin                        | 1803             | 1854                            | 2,2                  | 263                     | 50° 21′ 19″ N, 3° 29′ 21″ E |              |
| Puits Saint-Joseph Nord          | Cie d'Anzin                        | 1803             | 1839                            | 3,4                  | 318                     | 50° 21′ 45″ N, 3° 30′ 21″ E |              |
| Puits Saint-Joseph Sud           | Cie d'Anzin                        | 1805             | 1840                            | 3,4                  | 396                     | 50° 21′ 44″ N, 3° 30′ 20″ E |              |
| Puits de l'Écluse                | Cie d'Anzin                        | 1805             | 1834                            | 2,5                  | 344                     | 50° 22′ 14″ N, 3° 31′ 23″ E |              |
| Puits Saint-Charles              | Cie d'Anzin                        | 1806             | 1840                            | 3,4                  | 215                     | 50° 21′ 12″ N, 3° 29′ 24″ E |              |
| Avaleresse du Moulinet           |                                    | 1812             | 1814                            | 2,5                  | 19                      | 50° 22′ 30″ N, 3° 32′ 09″ E |              |
| Puits de la Régie                | Cie d'Anzin                        | 1824             | 1858                            | 2,5                  | 308                     | 50° 21′ 30″ N, 3° 28′ 51″ E |              |
| Puits Réussite                   | Cie d'Anzin                        | 1824             | 1949                            | 4                    | 520                     | 50° 21′ 21″ N, 3° 28′ 51″ E |              |